# Pecunia non olet
Pecunia non olet ('Geld stinkt niet') is een Latijnse uitdrukking, een geparafraseerde opmerking van keizer Vespasianus, volgens de geschiedschrijver Suetonius in "Levens van de keizers".
Toen keizer Vespasianus aantrad was de staatskas leeg door de grote brand van Rome, de excessen van Nero, het Vierkeizerjaar en de Opstand van de Batavieren. Hij herstelde de financiën mede door de herinvoering van de belasting op urine. Deze belasting werd opgelegd aan de kopers van urine uit publieke urinoirs (en latrines), waarin de lagere klassen urineerden. De urine werd bijvoorbeeld opgekocht door wasserijen en volders. Toen zijn zoon Titus aanmerkingen had op de urinebelasting, zou de keizer volgens Suetonius geantwoord hebben dat er geen luchtje aan een munt zat, ook al kwam die van de urine (e lotio est). Het maakt dus niet uit hoe het geld verdiend wordt.
De spreuk zelf staat niet letterlijk in een Latijnse tekst uit de oudheid en dateert dus van later datum, wellicht uit de negentiende eeuw.

## Trivia
- De openbare toiletten in Frankrijk heten vandaag de dag nog altijd Vespasienne. In Italië spreekt men van Vespasiani.
- Tijdens de overnameonderhandelingen van Fortis door de Nederlandse staat is de term Pecunia non olet gebruikt als codenaam voor deze plannen. De plannen voor een 49% overname heette Pecunia en die van de volledige overname heette non olet.[5]
- Het fiscaalrechtelijk dispuut van de Universiteit Leiden draagt de naam Pecunia non olet.[6]